# Carretó manual

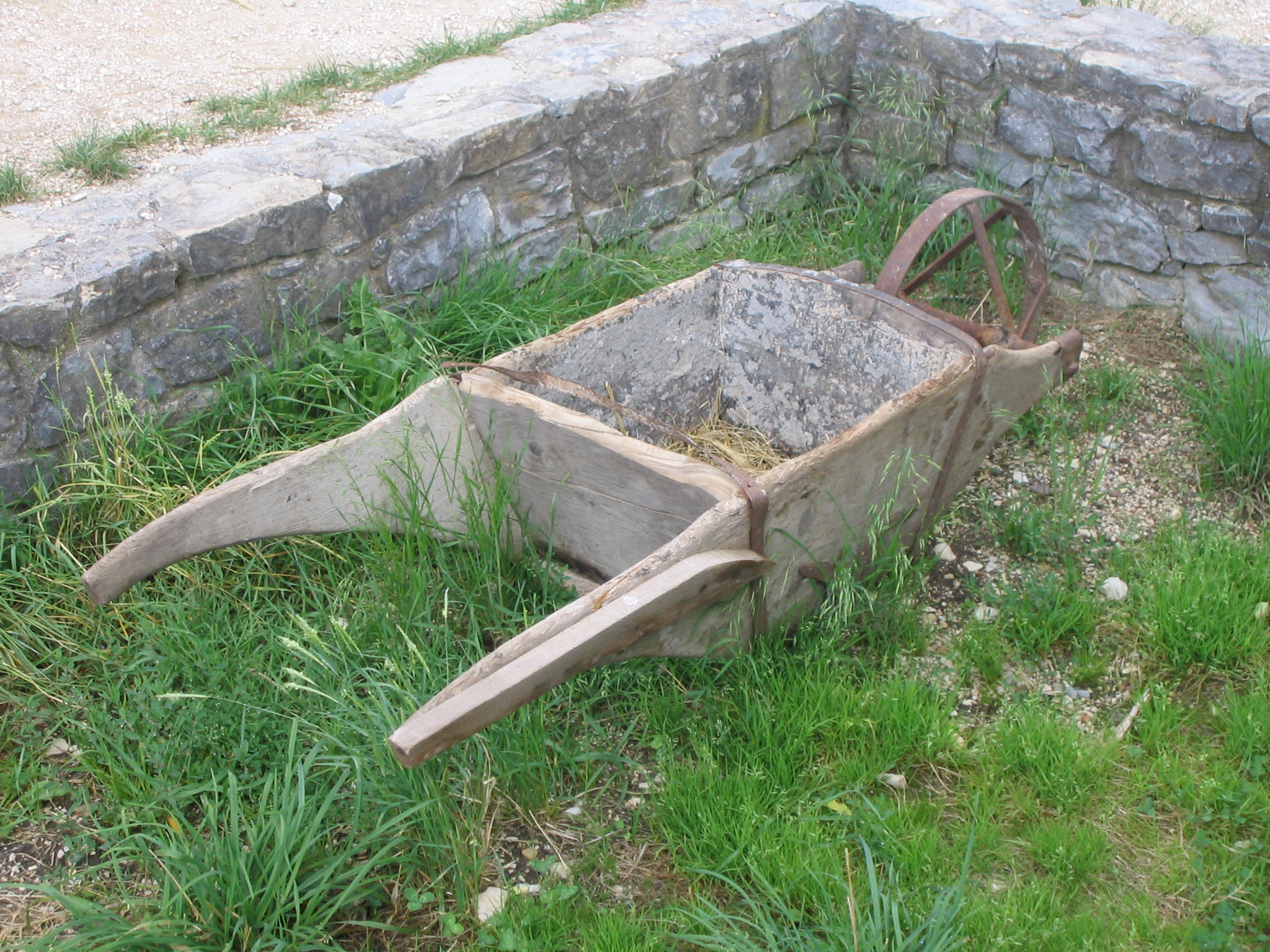
Carretó antic

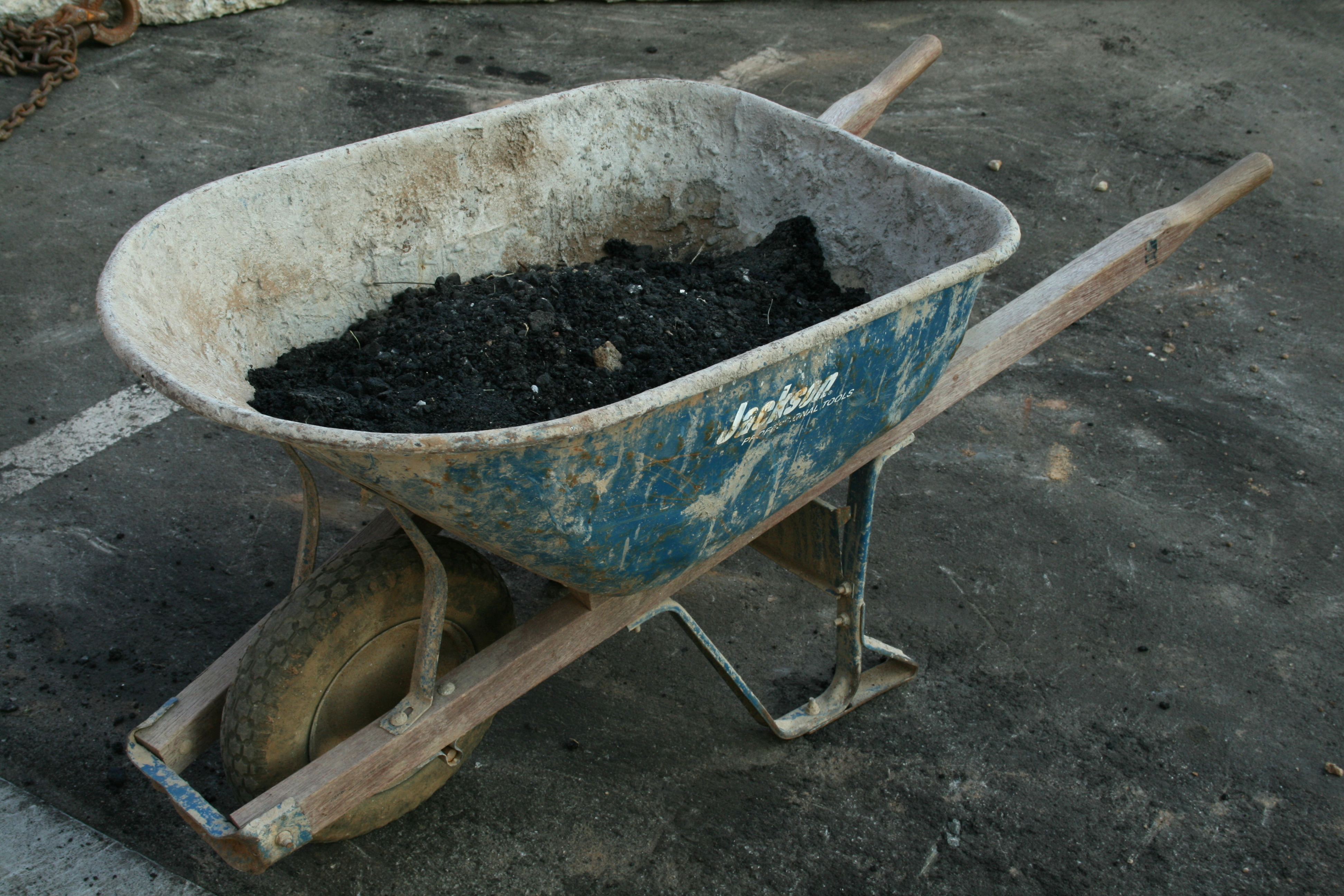
Carretó comú

El carretó és un petit vehicle d'una sola roda dissenyat per a ser propulsat per una sola persona i utilitzat per al transport manual de càrrega. N'hi ha de diversos tipus:
- El carretó d'una sola roda frontal està dissenyat per a distribuir el pes de la càrrega entre la roda i el treballador, la qual cosa permet portar càrregues més pesants que si haguessin de ser transportades totalment per la persona. Té un ús molt important en la indústria de la construcció i en jardineria. La seva capacitat aproximada és de 170 litres de material.
- El carretó de dues rodes, més estable a nivell del sòl, és àmpliament usat per carregar caixes o altres coses que es puguin apilar; mentre que el gairebé universal d'una roda té major maniobrabilitat en espais petits, sobre taulons de fusta o quan un sòl inclinat faria caure la càrrega. El d'una roda també permet major control de servei de càrrega.
- El carretó industrial, més sofisticat, compta amb sistema de suspensió hidràulic i dos travessers, cadascun amb una petita roda i un altre parell de rodes frontals giratòries. Aquest últim es fa servir per a càrrega més pesant i en el comerç serveix per al transport d'electrodomèstics.

## Història

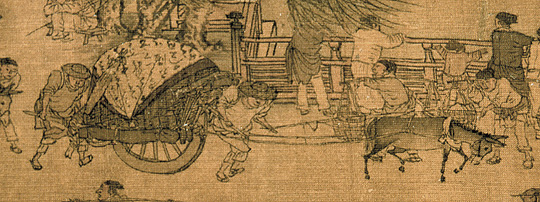
Detall de l'obra El festival Qingming al costat del riu de Zhang Zeduan (1085-1145), Dinastia Song.

### Antiga Xina
Les primeres il·lustracions de carretons d'una roda procedeixen de la dinastia Han de la Xina al segle ii i van ser trobades en murals i relleus de tombes. Un mural pintat en una tomba mostrant un home empenyent un carretó va ser trobat a Chengdu, província de Sichuan i datat exactament el 118. Un altre relleu tallat en pedra mostrant la mateixa escena es va trobar a la tomba de Shen Fujun a la província de Sichuan, datat al voltant del 150 El mural del santuari de Wu Liang, a Shandong, datat el 147, mostra la història del piu Dong Yuan, portant al seu pare en un carretó d'una roda, però hi ha registres encara més antics, del general Zhuge Liang amb una forma diferent a la ja coneguda amb una roda petita en la part frontal acompanyada d'un suport per a buidatge amb la tremuja (o cos ovalat) on es carrega el material i també està conformada amb dos mànecs per dirigir-la.

### Europa medieval
El carretó va reaparèixer a Europa en algun moment entre 1170 i 1250. A l'edat mitjana els carretons universalment van incloure una roda a de la part davantera o a prop d'ella (en contrast amb els seus homòlegs xinesos que normalment tenien la roda més al centre del carretó).
La investigació sobre la història primerenca del carretó es fa difícil per la marcada absència d'una terminologia comú. L'historiador anglès de la ciència M.J.T. Lewis ha identificat quatre mencions de carretons entre 1172 i 1222 en fonts en anglès i francès, tres d'elles amb un nom diferent. Segons Andrea Matthies, historiador d'art medieval, la primera referència d'arxiu a un carretó a l'Europa medieval data de 1222, en una compra del rei anglès a Dover de diversos carretons d'obres. La representació apareix per primera vegada en un manuscrit anglès de Mateu de París Vitae duorum Offarum, acabat el 1250.
En el segle xiii, el carretó va demostrar ser útil en la construcció, la mineria i l'agricultura. No obstant això, en els documents i il·lustracions que han sobreviscut, segueixen sent una raresa relativa fins al segle xv, i semblen estar limitats a Anglaterra, França i als Països Baixos.

## Altres
Una competició anomenada Ral·li de Carretons a Vila de Cruces (Galícia), té el carretó com a principal protagonista, a més d'una exposició de carretons decorats per artistes i dissenyadors gràfics.